# ديفيد دنيس
ديفيد دنيس (بالإنجليزية: David Dennis)‏ هو ممثل جنوب أفريقي، ولد في 17 مايو 1960.

## أعمال

### أفلام
- (2005) كينغ كونغ[4][5][6]

## وصلات خارجية
- ديفيد دنيس على موقع IMDb (الإنجليزية)
- ديفيد دنيس على موقع ألو سيني (الفرنسية)
- ديفيد دنيس على موقع أول موفي (الإنجليزية)
- ديفيد دنيس على موقع قاعدة بيانات الفيلم (الإنجليزية)
- ديفيد دنيس على موقع كينوبويسك (الروسية)